# 天河 (广州)
天河位于中国广州市老城区东部，中山一立交东北侧。
明末清初，原名大水圳，因河水清澈似天河，有“跨过天河大水圳”之称，固易称天河，现时的天河区、天河路也因此得名。原居民以种植蔬菜为主，耕地现已全用于城市建设。天河也转指为以天河体育中心为标志的新兴城区。